# NGC 7122
NGC 7122 — двойная звезда в созвездии Козерог.
Этот объект входит в число перечисленных в оригинальной редакции «Нового общего каталога».